# El Hamdania
El Hamdania là một đô thị thuộc tỉnh Médéa, Algérie. Dân số thời điểm năm 2002 là 1.524 người.